# Родионовская (Виноградовский район)
Родионовская — деревня в Виноградовском районе Архангельской области. Входит в состав Моржегорского сельского поселения, хотя первоначально планировалось сделать деревню Родионовская административным центром менее крупного МО «Моржегорское».

## География
Деревня расположена в среднем течении Северной Двины на левом берегу, напротив острова Зелёный. От деревни до Архангельска по реке — 264 км. Через деревню проходит автодорога «Монастырёк — Хохновская — Савинская — Моржегоры — Родионовская — Власьевская — Усть-Морж — Хетово — Рязаново». Южнее деревни проходит автомобильная трасса М-8 «Холмогоры» (Москва — Архангельск).

## Население
| 2002 | 2009 | 2010 | 2012 |
| ---- | ---- | ---- | ---- |
| 110  | ↗131 | ↘117 | ↘99  |

В 2009 году числилось 131 чел., из них — 27 пенсионеров.